# Anna Risi

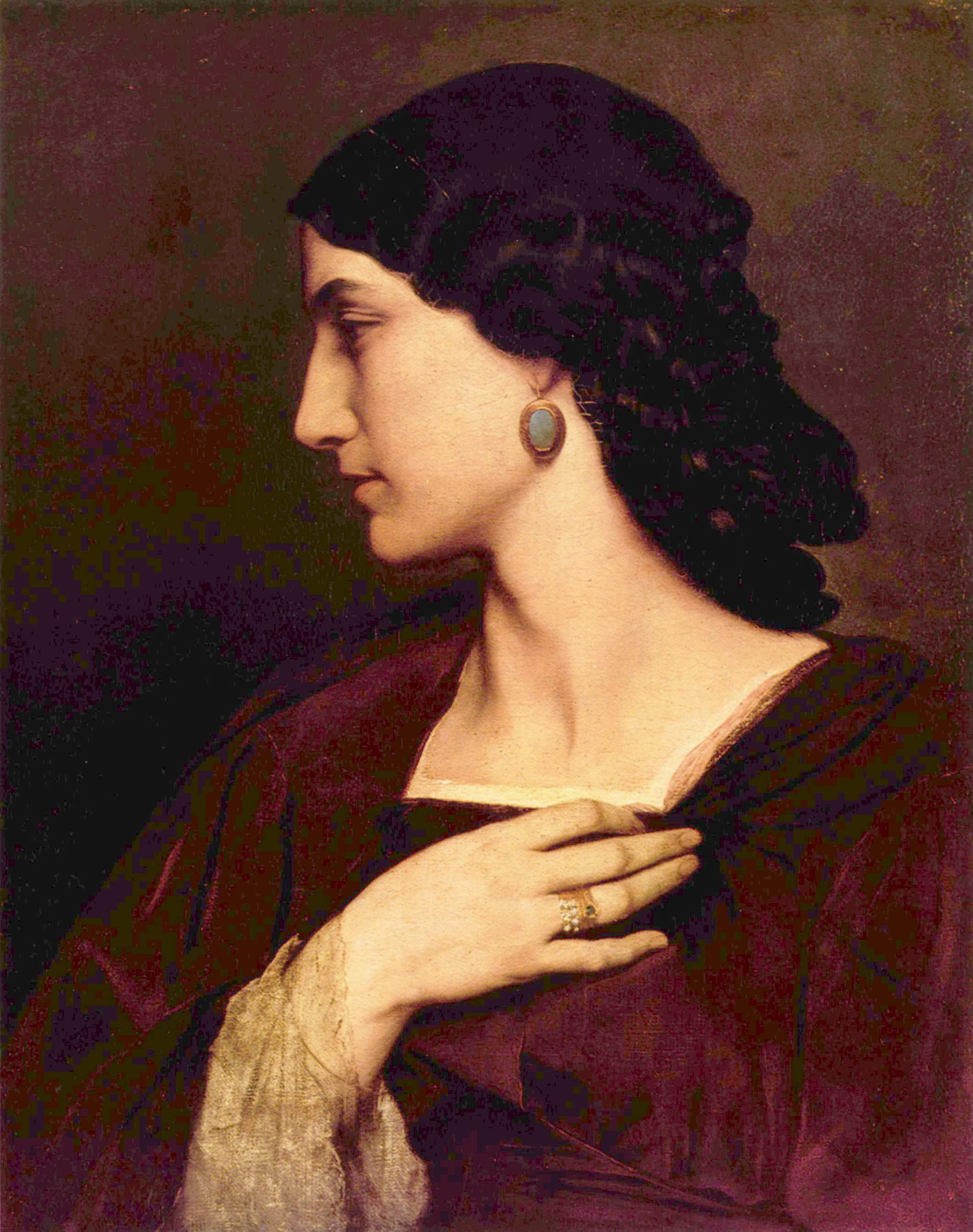
Anna Risi, Porträt von Anselm Feuerbach (1860), Staatliche Kunsthalle Karlsruhe

Anna Risi, genannt Nanna (* 1839 in Genzano di Roma; † 1900 in Rom), war eine römische Frau, die im 19. Jahrhundert mehreren bedeutenden Malern Modell stand. Mehrere Jahre war sie die Geliebte und Muse von Anselm Feuerbach.

## Biografie
Anna Risi lebte als  Frau eines Schusters im römischen Handwerkerviertel Trastevere. Sie hatte bereits anderen Malern wie Frederic Leighton Modell gesessen, als sie im Frühjahr 1860 von Feuerbach entdeckt wurde. Sie entsprach mit ihrem klassischen Profil, vollem schwarzem Haar und ihrer edlen Gestalt dem Schönheitsideal der Zeit. Feuerbach war von ihr so fasziniert, dass er in sechs Jahren 28 Porträts von ihr fertigte. Sie zeigen sie fast durchweg mit gesenktem Blick in melancholischer Pose. Aber auch zahlreiche Darstellungen historischer oder mythologischer Frauengestalten wie die der Medea, der Iphigenie, der Mirjam und der Bianca Cappello tragen unverkennbar die Züge der Anna Risi, in der Feuerbach die perfekte Inkarnation antiker Schönheit sah.
Anna Risi, von Feuerbach Nanna genannt, wurde seine Geliebte. Sie verließ Mann und Kinder und lebte fast sechs Jahre mit Feuerbach zusammen, der sie mit Geschenken überhäufte, aber auch mit maßloser Eifersucht einengte.
1865 verließ Anna Risi Feuerbach mit einem wohlhabenden Engländer. Diese Verbindung dauerte nicht lange; drei Jahre später bettelte sie Feuerbach in elendem Zustand in Rom an, wurde jedoch von ihm zurückgewiesen. In Lucia Brunacci hatte dieser 1867 ein neues Modell und eine neue Geliebte gefunden.
Über das weitere Leben der Anna Risi ist wenig bekannt. Offensichtlich saß sie weiterhin ausländischen Malern Modell.
Der von Feuerbach beeinflusste Albert Hertel, der seit 1863 ebenfalls  in Rom lebte, schuf 1866 eine Studie von ihr. In der Staatlichen Kunsthalle Karlsruhe hängen eine von Ferdinand Keller gemalte Rückenansicht von Nanna sowie ein Porträt von Nanna von Nathanael Schmitt aus dem Jahre 1874.

## Ausstellungen
- 2013: Nanna. Anselm Feuerbachs Elixir einer Leidenschaft, Museum Wiesbaden; Katalog.
- 2014: Feuerbachs Musen – Lagerfelds Models, Hamburger Kunsthalle[1]

## Bildergalerie

Porträts der Anna Risi von Frederic Leighton
A Roman Lady – La Nanna von Frederic Leighton, 1858 (Philadelphia Museum of Art)
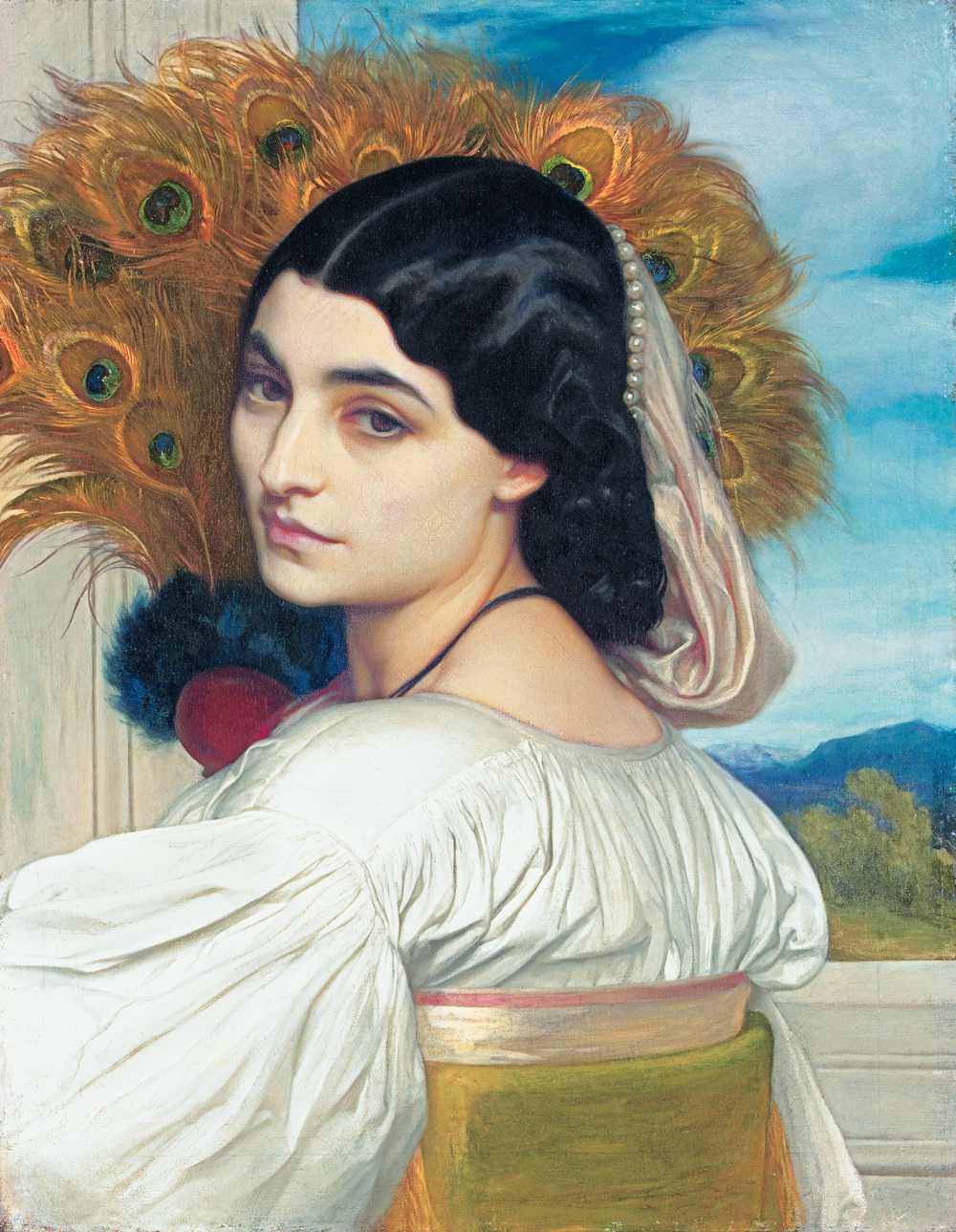
Pavonia von Frederic Leighton, 1858/1859

Porträts der Anna Risi von Anselm Feuerbach
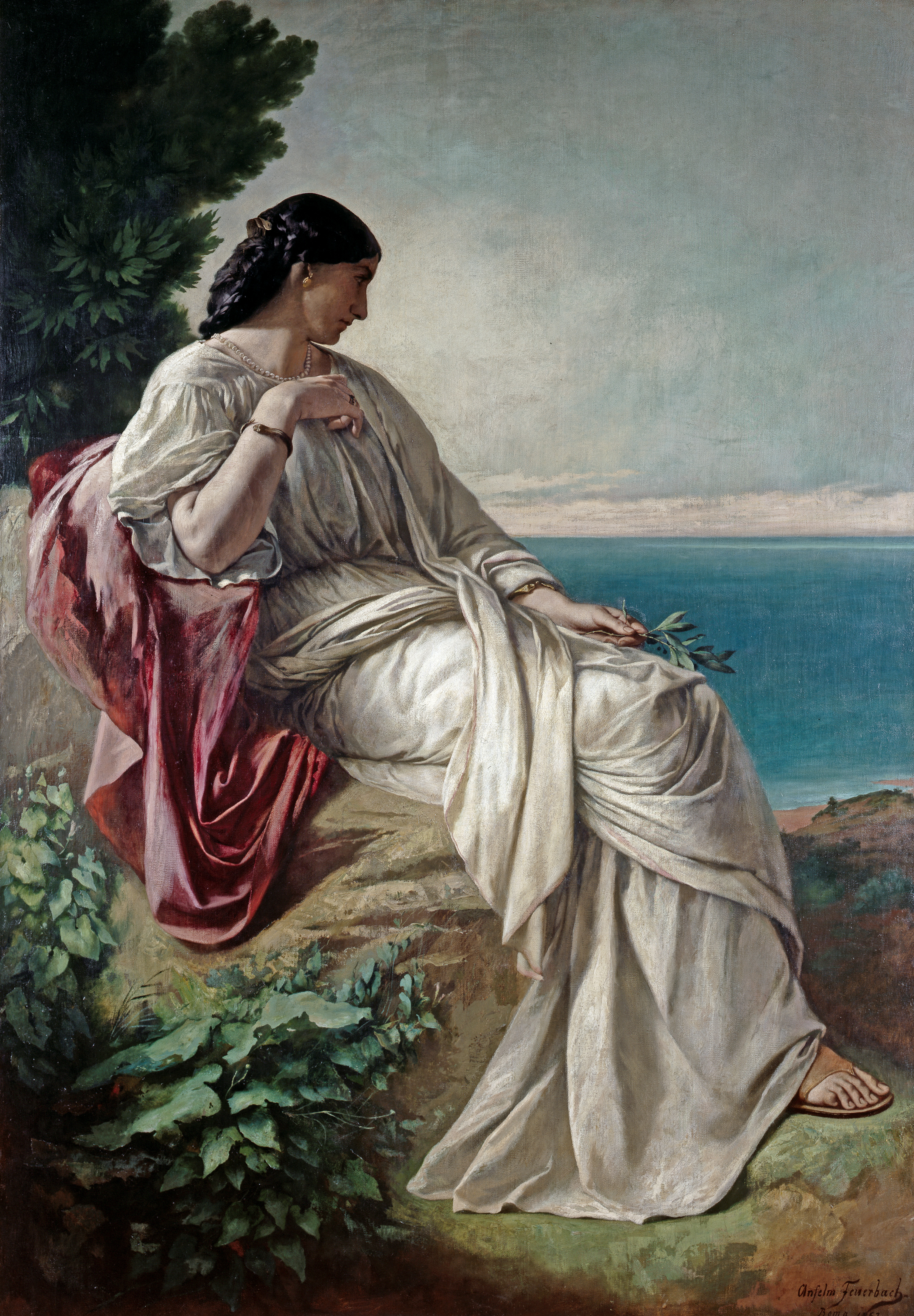
1862 als Iphigenie (Staatsgalerie Stuttgart)
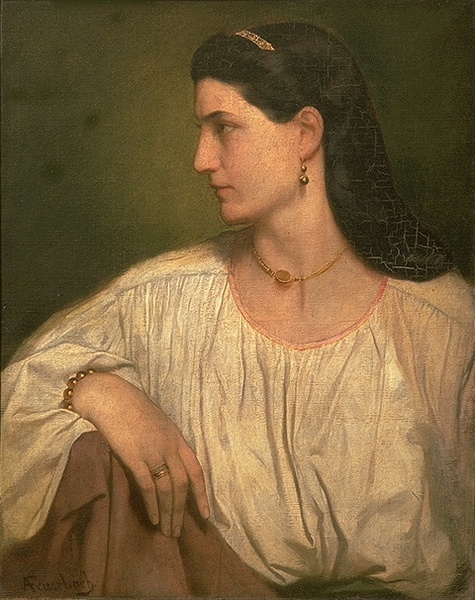
1861 (Alte Nationalgalerie Berlin)
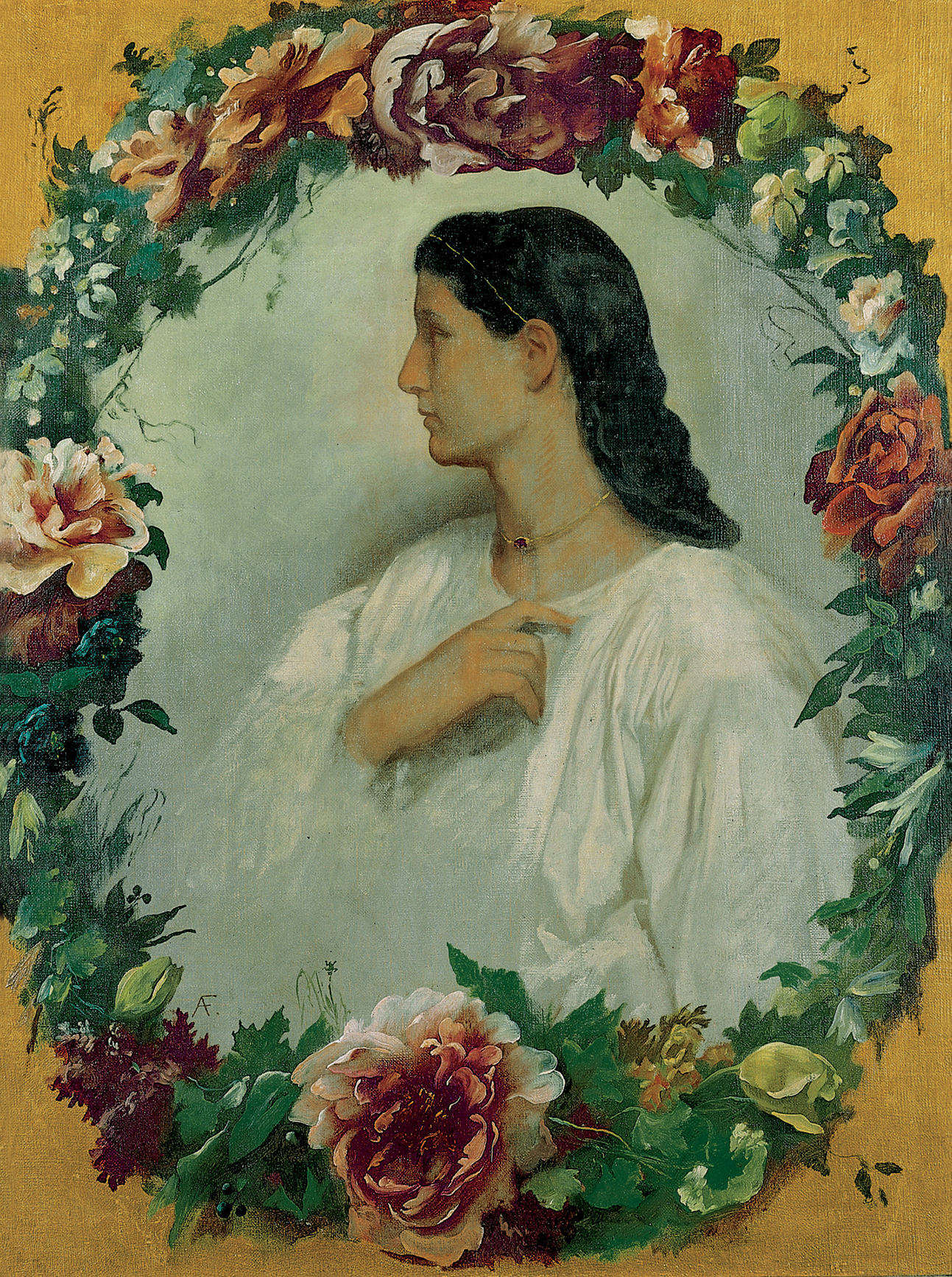
um 1861 (Von der Heydt-Museum Wuppertal)
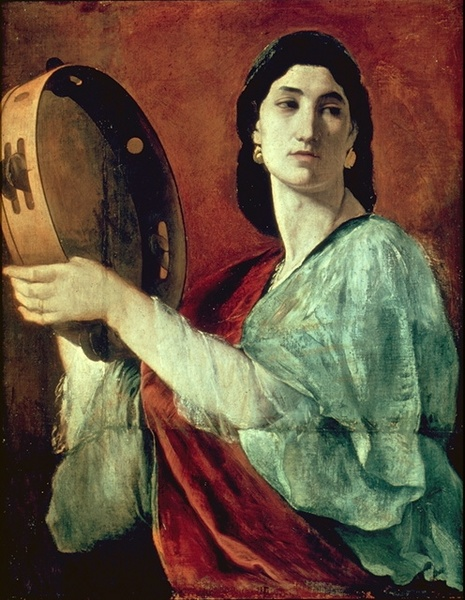
1862 als Mirjam (Alte Nationalgalerie Berlin)
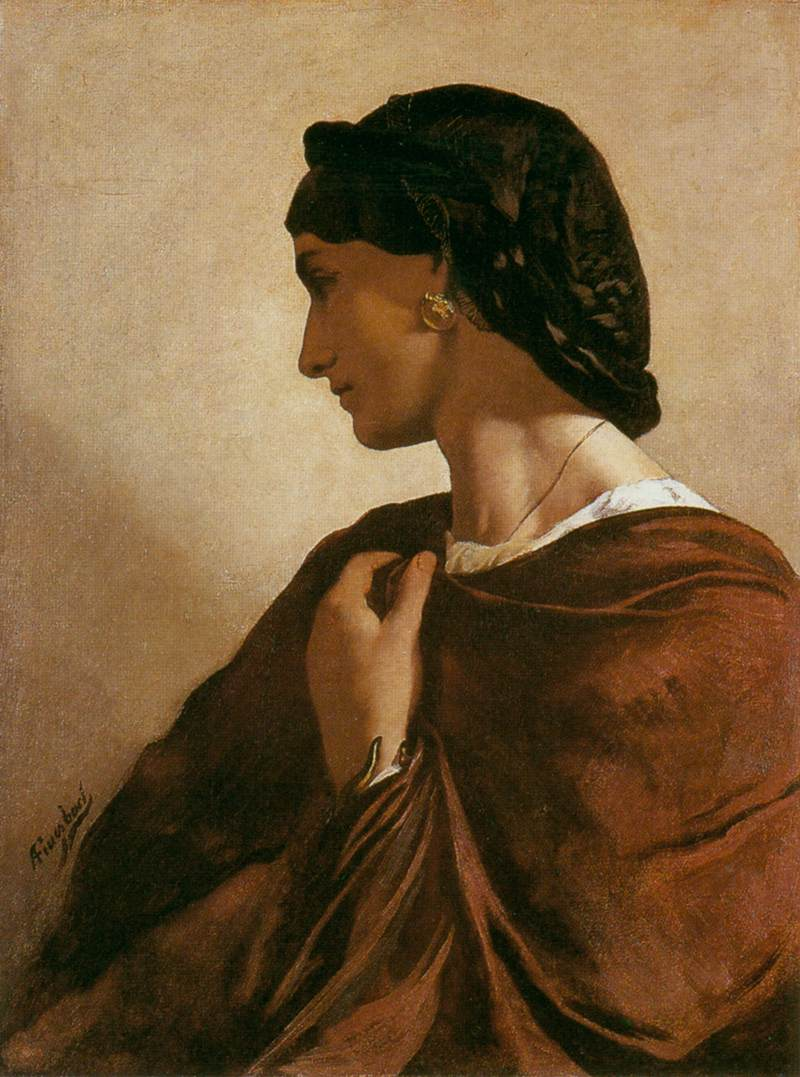
um 1861 (Wallraf-Richartz-Museum Köln)
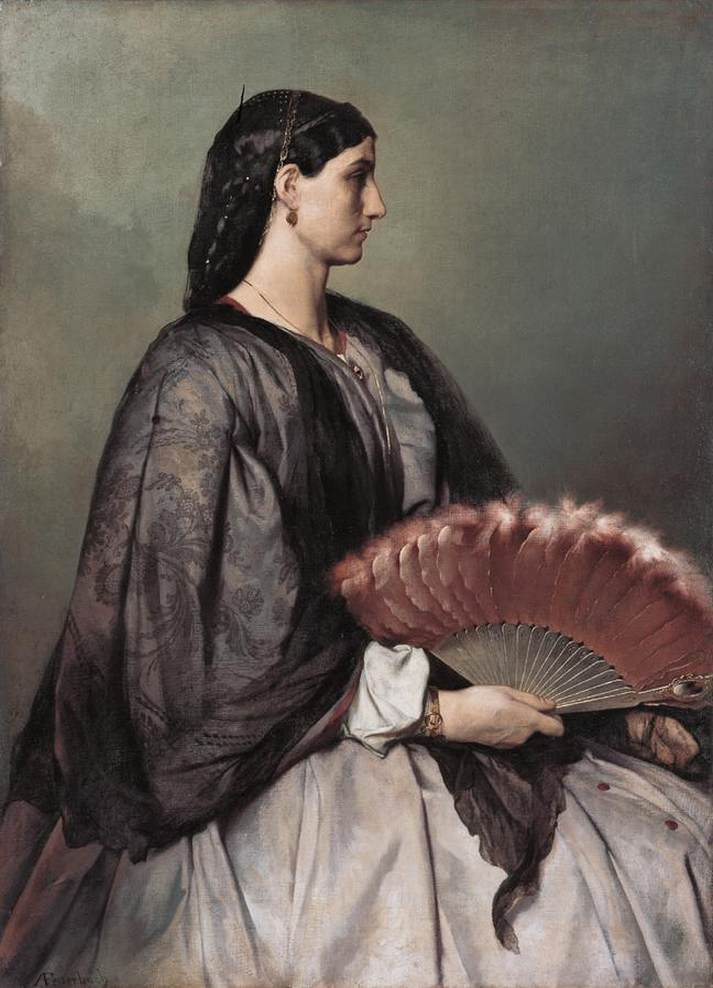
um 1861 (Neue Pinakothek München)
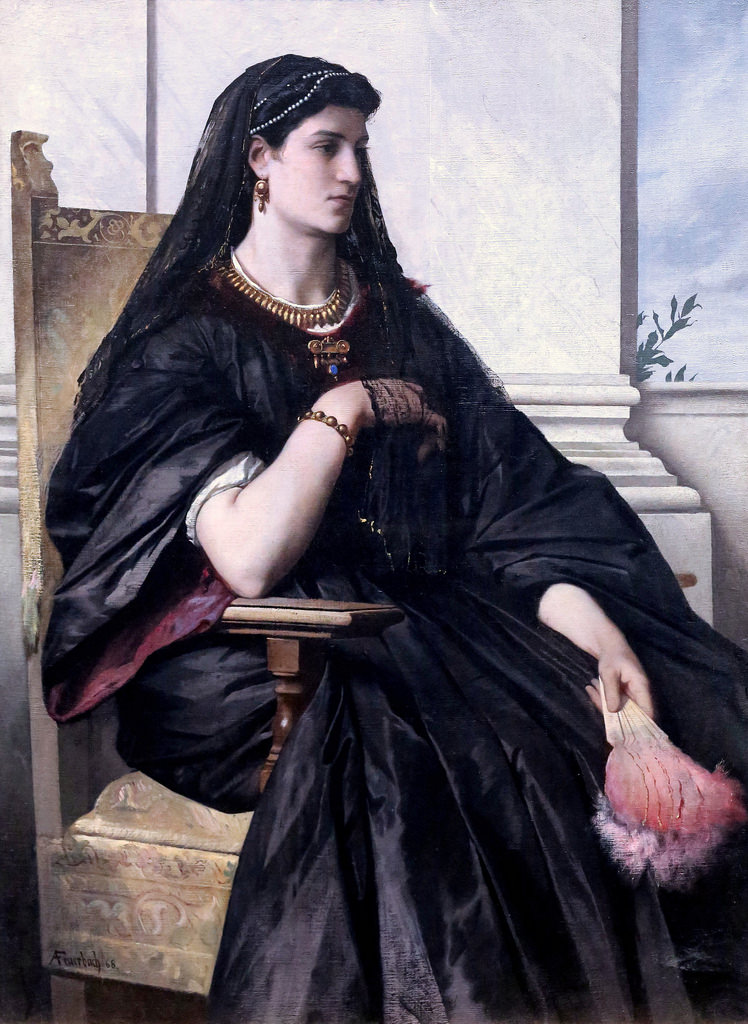
als Bianca Cappello 1868 (Hamburger Kunsthalle)
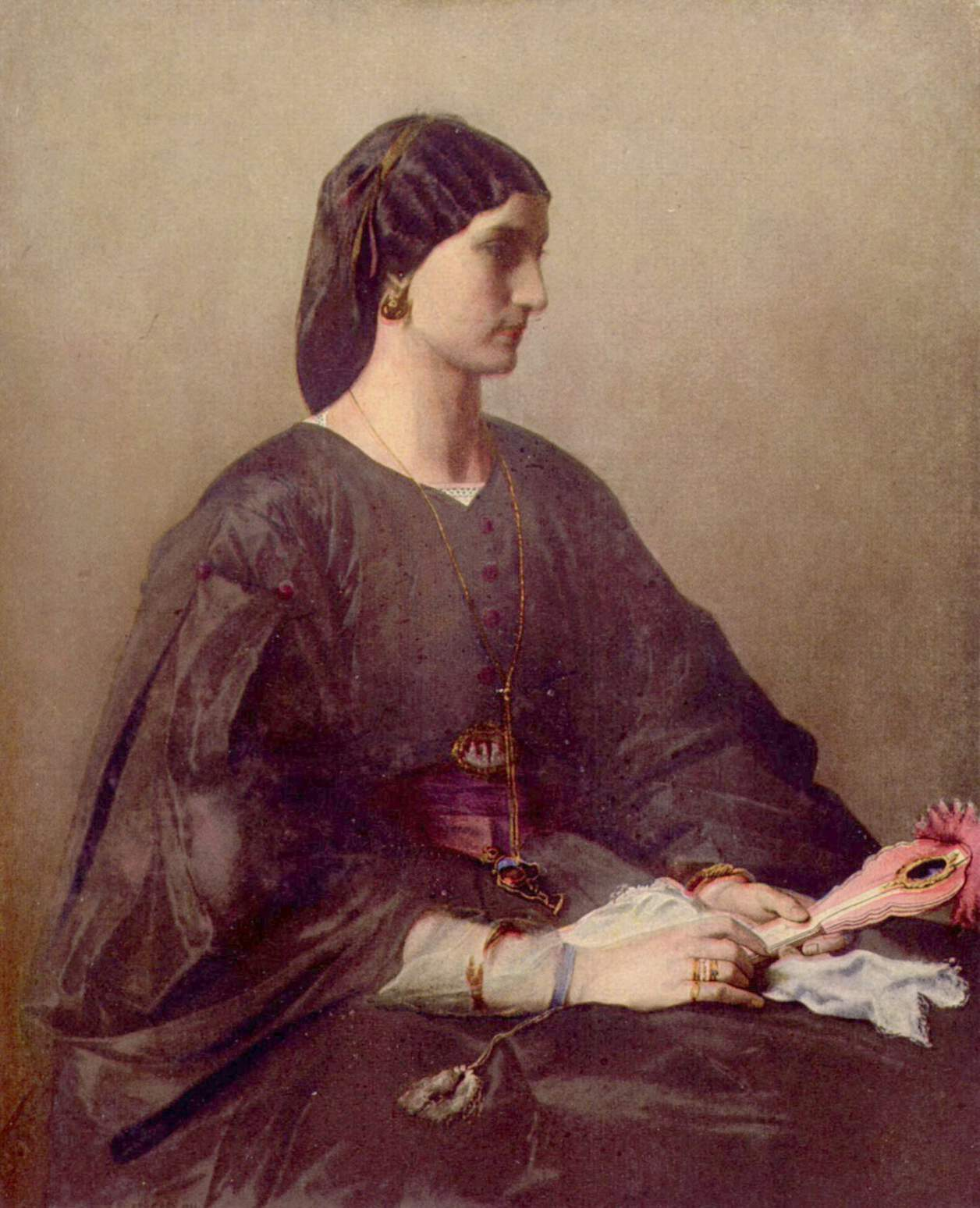
(Staatsgalerie Stuttgart)

| Personendaten    | Personendaten                                            |
| ---------------- | -------------------------------------------------------- |
| NAME             | Risi, Anna                                               |
| ALTERNATIVNAMEN  | Risi, Anna Maria (vollständiger Name); Nanna (Pseudonym) |
| KURZBESCHREIBUNG | Modell von Anselm Feuerbach                              |
| GEBURTSDATUM     | 1839                                                     |
| GEBURTSORT       | Genzano di Roma                                          |
| STERBEDATUM      | 1900                                                     |
| STERBEORT        | Rom                                                      |